# ابن ملكون
إبراهيم بن محمد بن منذر الحضرمي، الملقب بأبي إسحاق، المعروف بابن ملكون (؟ - 1186 م) هو لغوي ونحوي وكاتب أندلسي في القرن السادس الهجري. من أهل إشبيلية. من كتبه "إيضاح المنهج"، وشرح الجمل، والنكت على التبصرة.